# Stenelmis puberula
Stenelmis puberula is een keversoort uit de familie beekkevers (Elmidae). De wetenschappelijke naam van de soort werd in 1887 gepubliceerd door Edmund Reitter.